# Velasquita
Velasquita Ramírez (morta cap al 1035) va ser reina consort de Lleó pel seu matrimoni amb el rei Beremund II i mare de la infanta Cristina Bermúdez, esposa de l'infant Ordoño Ramírez el Cec, caps de família del llinatge dels Ordóñez d'Astúries, el més important d'aquest regne al segle xi.
No es coneixen amb certesa els seus orígens familiars. En una inscripció a l'església de Deva, es titula simplement, filia Ranimiri. Manuel Risco, historiador del segle xviii, opinava que la reina Velasquita era filla del rei Ramir II de Lleó. No obstant això, Velasquita mai es titula filia Ranimiri regis, la qual cosa hagués estat el costum en la seva època. Els historiadors moderns rebutgen la paternitat de Ramir II i opinen que els seus pares van ser Ramiro Menéndez, fill del comte Hermenegildo González, i Adosinda Gutiérrez, neta del comte Ero Fernández. La filiació proposada concorda amb un diploma del 5 de gener de 999 en el qual rei Beremund es refereix al comte Gonzalo Betótez, pare del comte Hermenegildo González, com el seu besavi.
El seu matrimoni amb el rei Beremund II de Lleó es va celebrar entre 980 i octubre 981. Tots dos apareixen junts per primera vegada en un diploma gallec l'11 d'octubre de 981,un any abans de començar el regnat d'est, amb motiu d'una donació del que va ser institutor del seu espòs Beremund, el comte gallec Menendo Menéndez, al Monestir de San Xulián de Samos.
L'última vegada que apareixen junts és el 24 de desembre 988 quan tots dos confirmen una donació al monestir de Celanova. Probablement va ser repudiada un any més tard, en 989. Al novembre de 991 el rei Beremund ja apareix per primera vegada juntament amb la seva segona dona, Elvira Garcia. Velasquita es va retirar a la ciutat d'Oviedo en companyia de la seva filla, la infanta Cristina Bermúdez, i va professar en la religió al monestir de San Pelayo d'Oviedo, on era abadessa la reina vídua Teresa Ansúrez. És probable que allí sorgís la idea d'unir ambdues línies reials mitjançant el matrimoni de Cristina, la filla de Velasquita, i el net de Teresa Ansúrez, l'infant Ordoño Ramírez el Cec. El 4 de març de 996 apareix confirmant una donació feta per Beremund II de Lleó i la seva nova esposa, la reina Elvira Garcia, al monestir de San Pelayo i a la seva abadessa, la reina vídua Teresa Ansúrez, d'unes propietats a Sariegu.
Velasquita va fundar el monestir de San Salvador de Deva abans de 1006 que va lliurar el 29 d'agost d'aquest any a la catedral d'Oviedo. El gener de 1020, amb la seva filla Cristina, va confirmar una donació i el 31 de maig de 1024 estigué present quan la infanta Cristina va fundar el monestir de Cornellana. La seva presència es registra per última vegada el 15 d'agost de 1028 quan va intercanviar una propietat amb Félix Agelaz.
Fruit del seu matrimoni amb el rei Beremund II de Lleó va néixer una filla: Cristina Bermúdezque va contreure matrimoni amb l'infant Ordoño Ramírez el Cec, fill de Ramir III de Lleó i la reina Sancha Gómez. Després d'enviduar es va retirar a viure al monestir de Cornellana que va fundar el 1024 on va professar com a religiosa i on probablement va rebre sepultura.
Es desconeix la data exacta de la defunció de Velasquita, encara que possiblement ocorregués entre 1028 i 1035, probablement més prop d'aquesta última data. És tradició que, després de la seva defunció, el cadàver de la reina Velasquita va rebre sepultura en el monestir de San Salvador de Deva, a Astúries, que havia estat fundat per ella l'any 1006. En l'actualitat tan solament es conserva en peus l'església del monestir.